# União das Freguesias de Loivos e Póvoa de Agrações
Die União das Freguesias de Loivos e Póvoa de Agrações ist eine portugiesische Gemeinde (Freguesia) im Kreis (Concelho) Chaves im Norden Portugals.

## Geschichte
Die Gemeinde entstand im Zuge der Gebietsreform vom 29. September 2013 durch die Zusammenlegung der ehemaligen Gemeinden Loivos und Póvoa de Agrações.
Loivos wurde Sitz der neuen Verwaltung.

## Demographie
| Freguesia | Freguesia                  | Freguesia | Freguesia       | ehemalige Freguesias | ehemalige Freguesias | ehemalige Freguesias | ehemalige Freguesias |
| --------- | -------------------------- | --------- | --------------- | -------------------- | -------------------- | -------------------- | -------------------- |
| Wappen    | Freguesia                  | Einwohner | Fläche in (km²) | Wappen               | Freguesia            | Einwohner            | Fläche in (km²)      |
|           | Loivos e Póvoa de Agrações | 586       | 19,01           |                      | Loivos               | 550                  | 11,78                |
|           | Loivos e Póvoa de Agrações | 586       | 19,01           | Póvoa de Agrações    | 186                  | 7,23                 |                      |